# Hinnenburg

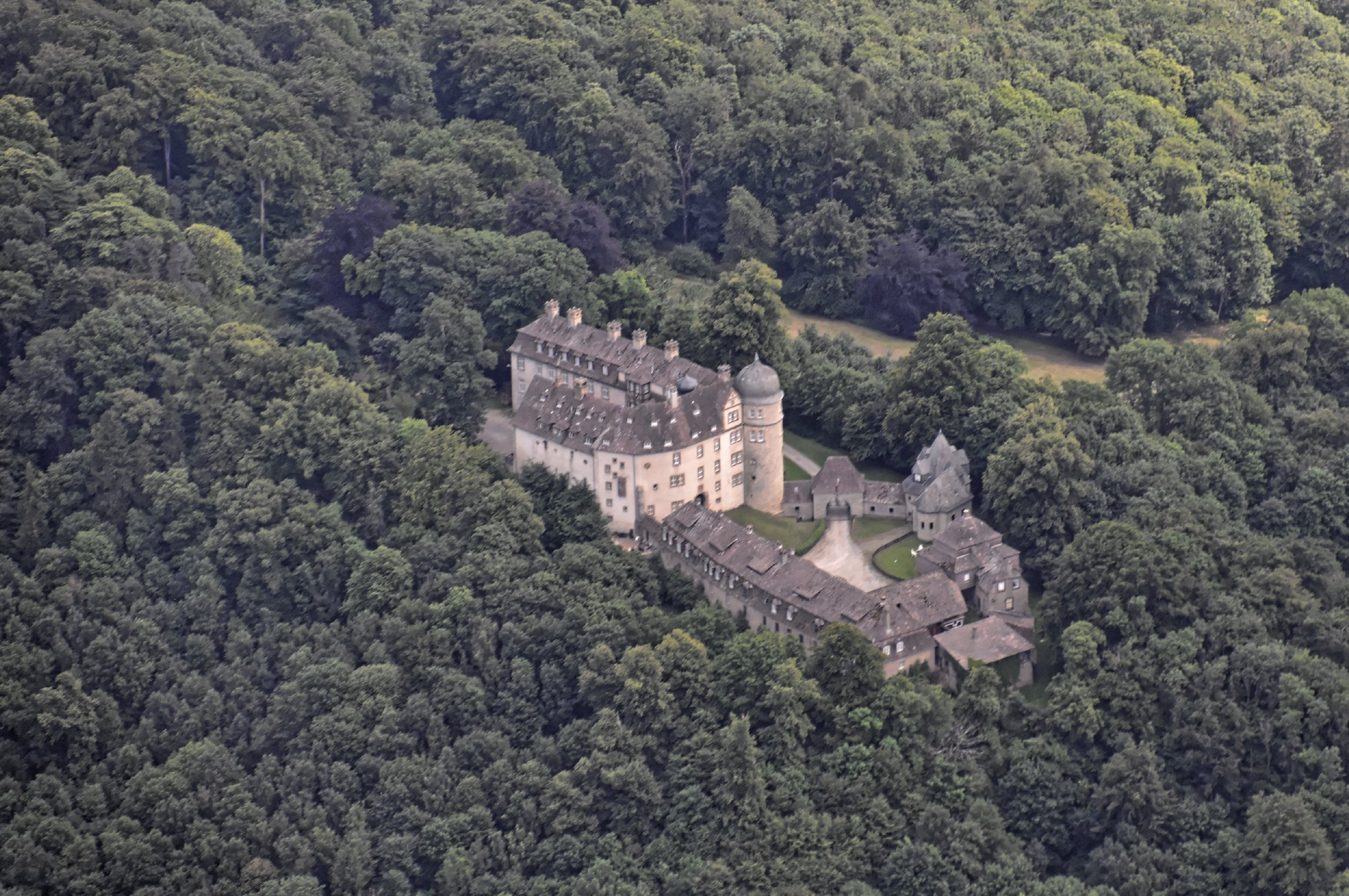
Die Burg von oben

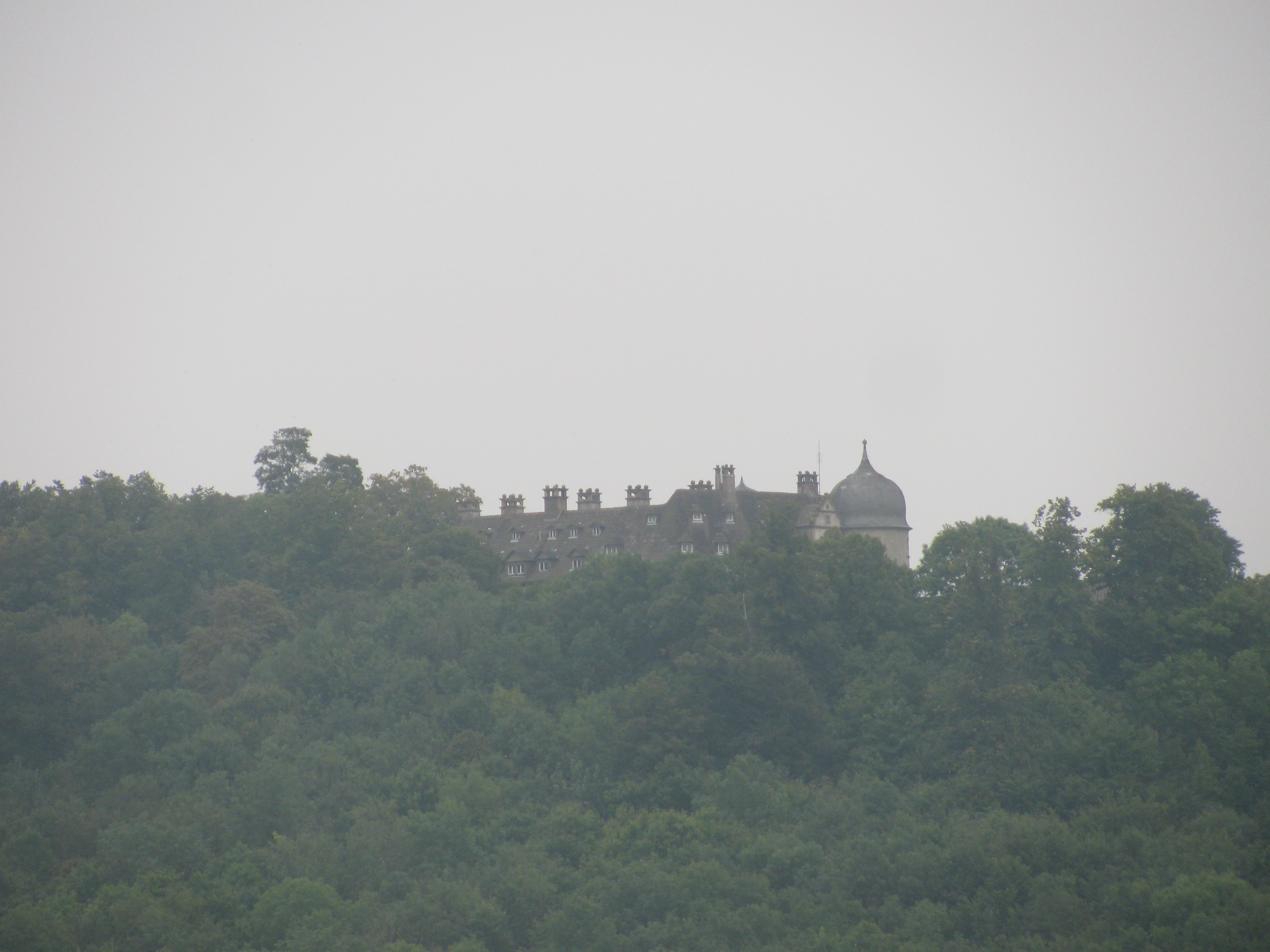
Schloss Hinnenburg von der westlichen Talseite der Brucht

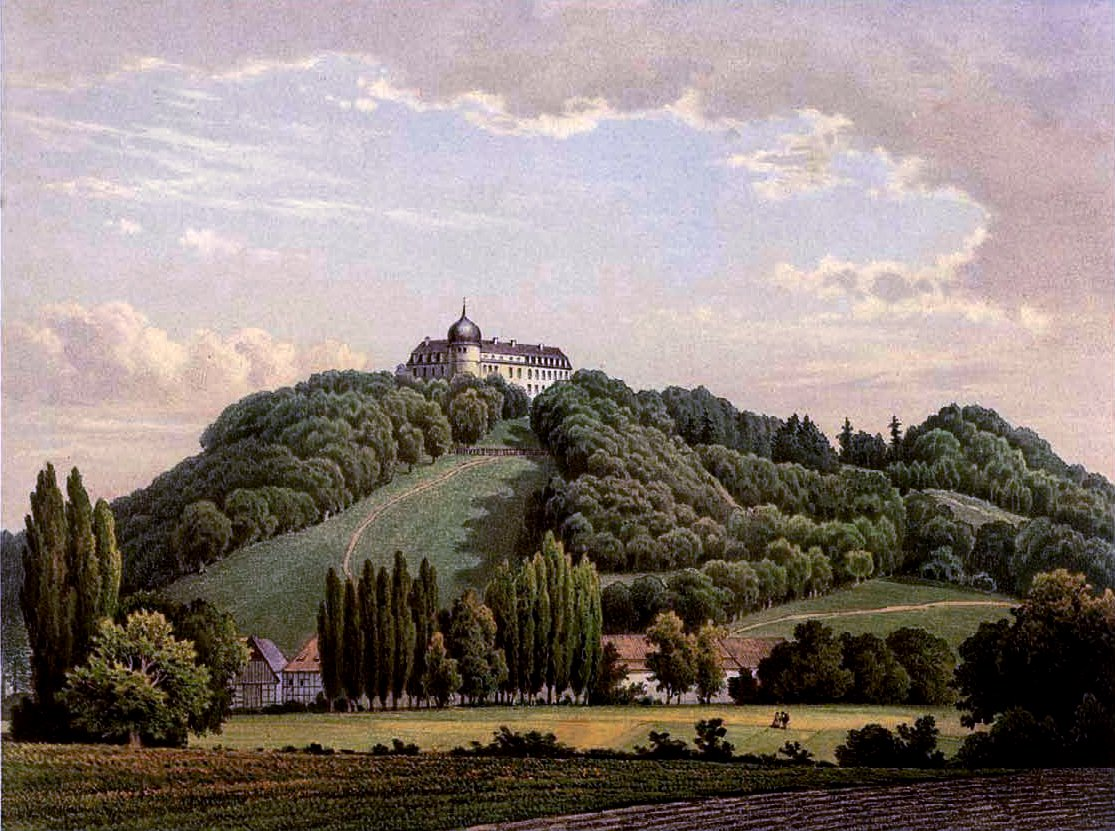
Schloss Hinnenburg um 1860, Sammlung Alexander Duncker

Hinnenburg war bis 1969 eine Gemeinde im damaligen Kreis Höxter in Nordrhein-Westfalen. Heute gehört Hinnenburg zur Stadt Brakel im Kreis Höxter.

## Geografie
Die nördlich des Stadtkerns von Brakel gelegene Gemeinde Hinnenburg umfasste zuletzt eine Fläche von 14,4 km². Zur Gemeinde, die keine dörflichen Ansiedlungen besaß, gehörten das Schloss Hinnenburg, die Güter Albrock, Hainhausen und Schäferhof, die Glashütte Emde sowie ausgedehnte Waldflächen.

## Geschichte
Das adlige Gut Hinnenburg gehörte bis zu den Napoleonischen Kriegen zur Gografschaft Brakel  im Hochstift Paderborn. Im Königreich Westphalen bildete das Gut von 1807 bis 1813 eine Gemeinde im Kanton Brakel des Distrikts Höxter im Departement der Fulda und fiel dann an Preußen. 1816 kam die Gemeinde zum neuen Kreis Brakel und 1832 zum Kreis Höxter. Nach der Einführung der westfälischen Landgemeindeverordnung von 1841 bildete Hinnenburg einen Gutsbezirk im Amt Brakel. Seit den 1890er Jahren war Hinnenburg eine normale Landgemeinde.
Durch das Gesetz zur Neugliederung des Kreises Höxter wurde Hinnenburg zum 1. Januar 1970 in die Stadt Brakel eingemeindet.

## Einwohnerentwicklung
| Jahr | Einwohner |
| ---- | --------- |
| 1864 | 215       |
| 1885 | 197       |
| 1910 | 100       |
| 1925 | 160       |
| 1939 | 198       |
| 1950 | 358       |
| 1961 | 124       |

## Persönlichkeiten
- Diederich von Bocholtz-Asseburg (1812–1892), Gutsbesitzer, Politiker und Mitglied des Preußischen Herrenhauses